# Vavrinecz Mauritius
Mauritius Vavrinecz (Czegled, voltants de Budapest, Hongria, 18 de juliol de 1858 - Budapest, 5 d'agost de 1913) fou un compositor hongarès.
Estudià al Conservatori de Budapest i després fou deixeble de Robert Volkmann. Des de 1882 es donà conèixer com a crític musical, i el 1886 estrenà a l'església castrense d'aquella ciutat un Stabat Mater, que li valgué poc temps després el nomenament de mestre de capella de l'església de Sant Mateu. Entre les seves obres hi ha cinc misses, un rèquiem, christus (oratori), die braut von abydos (obertura), dithyrambe: per a orquestra, una simfonia, die totensee (cantata), i les òperes Rosamunde i Ratcliff.